# Nathaniel W. Smith
Nathaniel Waite Smith (* 18. November 1873 in Providence, Rhode Island; † 2. September 1957 ebenda)  war ein US-amerikanischer Politiker. Zwischen 1925 und 1927 war er Vizegouverneur des Bundesstaates Rhode Island.
Über Nathaniel Smith gibt es so gut wie keine verwertbaren Quellen. Sicher ist, dass er zumindest zeitweise in South Kingstown im Washington County lebte und Mitglied der Republikanischen Partei war. 1924 wurde er an der Seite von Aram J. Pothier zum Vizegouverneur von Rhode Island gewählt. Dieses Amt bekleidete er zwischen 1925 und 1927. Dabei war er Stellvertreter des Gouverneurs und Vorsitzender des Staatssenats. Nach seiner Zeit als Vizegouverneur verliert sich seine Spur wieder.